# Distrito 1 (Yacuiba)
El Distrito 1 de Yacuiba es uno de los 8 distritos que conforman el municipio de Yacuiba ubicado en la Provincia Gran Chaco del Departamento de Tarija. El distrito es considerado urbano. 
El distrito está compuesto por los siguientes OTB (Organización territorial de Base).
1. Barrio Primavera
2. Barrio 27 de mayo
3. Barrio Defensores
4. Barrio Héroes del Chaco
5. Barrio Pueblo Nuevo
6. Barrio San José
7. Barrio Soberanía

El distrito cuenta con un paseo peatonal en el barrio 27 de mayo.